# Корчунок (Львовская область)
Корчунок (укр. Корчунок) — село в Мостисской городской общине Яворовского района Львовской области Украины.
Население по переписи 2001 года составляло 23 человека. Занимает площадь 0,133 км². Почтовый индекс — 81314. Телефонный код — 3234.